# ميتشيل دبليو. ستاوت
ميتشيل دبليو. ستاوت (بالإنجليزية: Mitchell W. Stout)‏ هو عسكري أمريكي، ولد في 24 فبراير 1950 في نوكسفيل في الولايات المتحدة، وتوفي في 12 مارس 1970 في Firebase Khe Gio ‏ في فيتنام.